# II. Simeon bolgár cár
II. Simeon, teljes polgári nevén Szimeon Boriszov Szakszkoburgotszki (bolgárul: Симеон Борисов Сакскобурготски; Szófia, 1937. június 16. –) Bulgária utolsó cárja (1943–1946 között), később hazatérve miniszterelnöke (2001–2005). III. Borisz cár és Savoyai Johanna (Giovanna di Savoia) olasz királyi hercegnő gyermeke trónra lépéséig a „tarnovói herceg” titulust viselte.

## Életrajza

### Gyermekkora és uralkodása
1937-ben Szófiában született, a Szász–Coburg–Gotha dinasztiából származó III. Borisz cár, 1918-1943 között Bulgária uralkodójának és Savoyai Johanna olasz királyi hercegnőnek fiaként. 1943-ban, 6 éves korában apja halálát követően Bulgária cárjává nyilvánították, azonban kiskorúsága miatt az államfői hatalmat háromtagú kormányzótanács gyakorolta helyette. Miután az ország kilépett a háborúból, a három régenst letartóztatták és 1945. február 2-án kivégezték, majd újabb régens vette át az irányítást, de 1946 szeptember 8-án a szovjet Vörös Hadsereg által megszállt Bulgária köztársasági államformát vett fel, a gyermekcár pedig emigrációba kényszerült.

### Emigrációban
1946–1951 között Egyiptomban élt, itt végezte el a brit katonai kollégiumot Alexandriában. 1951-ben ötven évre átköltözött Spanyolországba, itt 1955-ben, nagykorúsága elérése idején, spanyolországi emigrációban saját magát Bulgária cárjává nyilvánította. 1958–1959-ben az Amerikai Egyesült Államokban elvégezte a Valley Forge Military Academy and College katonai iskolát, melyet altiszti rangban hagyott el.
Később az üzleti életben helyezkedett el, különböző marokkói cégeket képviselt Madridban.[forrás?]

### Visszatérése Bulgáriába, új politikai szerepvállalása
1989-től kezdődően újra bekapcsolódott a bolgár politikai életbe.[forrás?] 1996-ban visszatért Bulgáriába és a korábbi királyi tulajdon jelentős részét visszaszerezte. 2001-ben véglegesen hazatért Bulgáriába, saját pártot alapított (Második Szimeon Nemzeti Mozgalom), mely 49%-os eredményt szerzett a 2001-es parlamenti választásokon a 240 parlamenti mandátum felét megszerezve. Pártja koalícióra lépett a török kisebbség pártjával (Mozgalom a Jogokért és Szabadságokért) és 2001. július 24-én Szimeon Szakszkoburgotszki néven ő lett Bulgária miniszterelnöke. Miniszterelnökként az ország Európai Unióhoz és NATO-hoz való csatlakozásáért dolgozott. Bulgária 2004-ben miniszterelnöki ciklusa alatt csatlakozott a katonai szövetséghez.

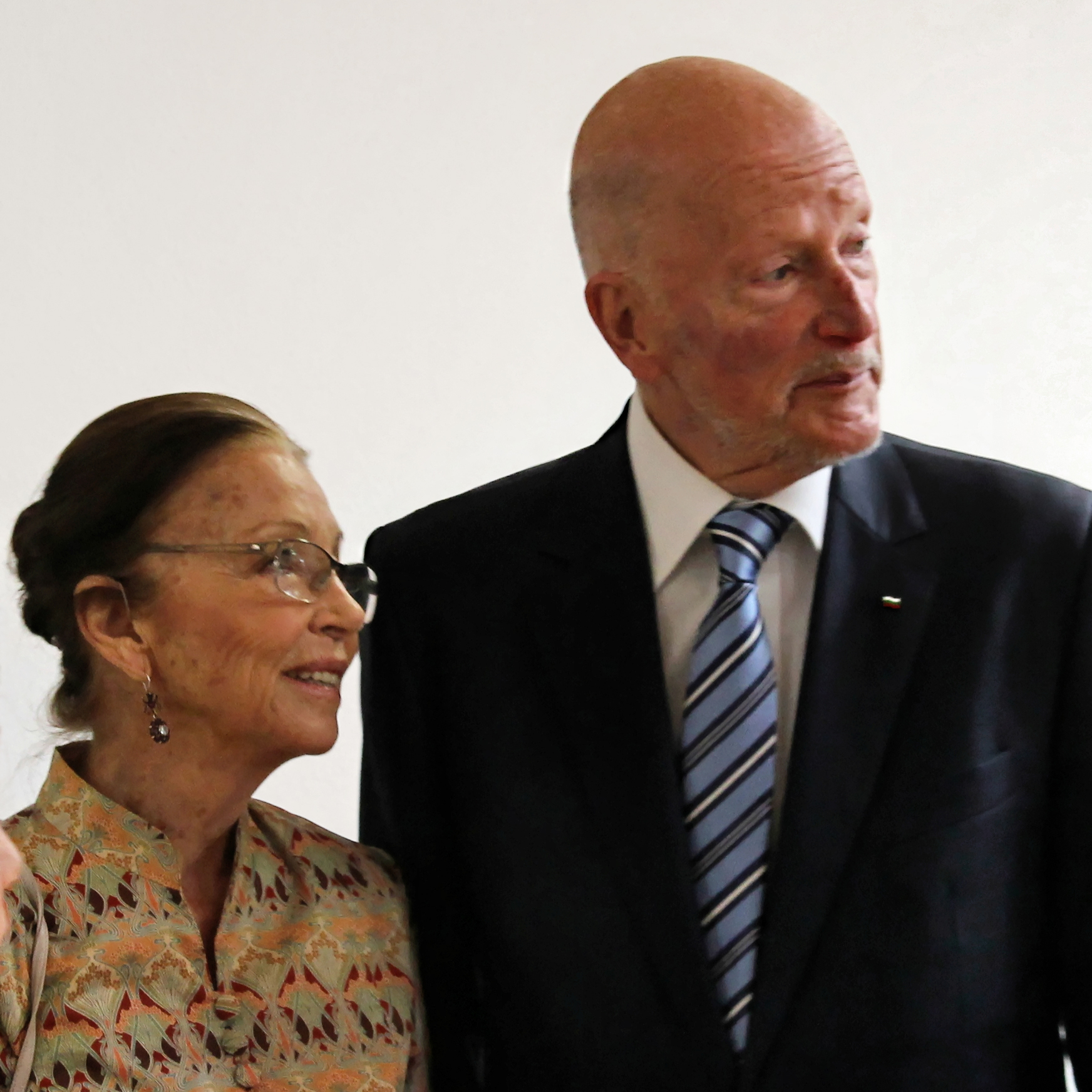
II. Simeon és felesége 2017-ben La Wantzenau-ban

Cári címéről de jure sosem, de facto 2001-ben mondott le, amikor miniszterelnökké választása alkalmából a bolgár parlamentben esküt tett a új alkotmányra, mely Bulgáriát köztársaságként határozta meg.
A 2005-ös választásokon pártja második helyet ért el a Bolgár Szocialista Párt mögött. A szocialisták nem tudtak egyedül kormányt alakítani, így elhúzódó válság után koalícióra léptek a korábbi kormánypártokkal: a Második Szimeon Nemzeti Mozgalommal és a török párttal. Pártja nevét 2007-ben Stabilitás és Felemelkedés Nemzeti Mozgalom-ra változtatták. További választásokon Szimeon pártja nem jutott be a parlamentbe.

## Családja
1962. január 21-én feleségül vette Margarita Gomez-Acebo y Cejuelát, egy spanyol származású nemesi hölgyet. A házasságból négy fiú és egy leány született:
- Kardam, Tarnovo hercege (1962–2015)
  - Borisz (1997–)
  - Beltran (1999–)
- Kiril, Preszlav hercege (1964–)
  - Mafalda-Cecilia (1994–)
  - Olimpia Preszlavszka (1995–)
  - Tassilo (2002–)
- Kubrat, Panagjuriste hercege (1965–)
  - Mirko (1995–)
  - Lukás (1997–)
  - Tirso (2002–)
- Konsztantin-Aszen, Vidin hercege (1967–)
  - Umberto (1999–)
  - Sofia (1999–)
- Kalina hercegnő (1972–)
  - Szimeon-Haszan (2007–)